# Statesman (Automarke)

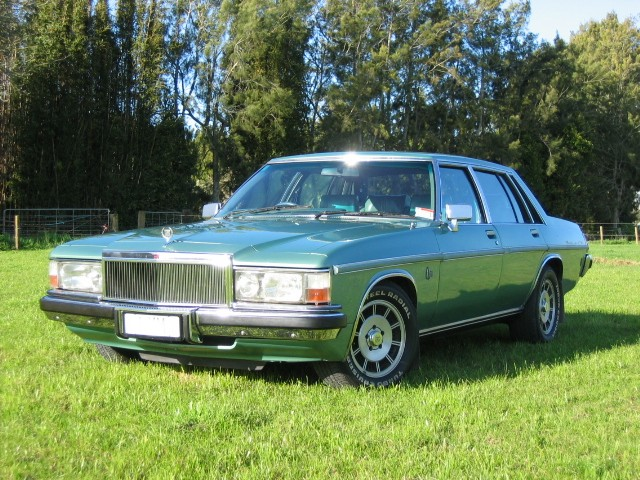
Statesman Caprice (1983)

Statesman  war eine Automarke von General Motors, die von Mitte 1971 bis Ende 1984 für den australischen Markt produziert wurde. Die einzigen Modelle Statesman Custom, Statesman De Ville und Statesman Caprice waren Limousinen der Oberklasse.
Von 1973 bis 1976 wurden HQ und HJ-Modelle nach Japan exportiert als Isuzu Statesman De Ville.

## Modellgeschichte
Im Juli 1971 führte Holden als Nachfolger des Holden Brougham den neuen Statesman HQ in den Ausführungen Statesman Custom und Statesman De Ville ausschließlich als viertürige Limousine ein. Die Motorisierungen reichten von einem 3,3-l-R6 über einen 4,15-l- und einen 5,0-l-V8 bis zu einem 5,7-l-V8-Benziner. Die 5,7-l-Versionen wurden unter den Bezeichnungen Chevrolet 350 nach Neuseeland und Südafrika exportiert. Technisch basierten die Statesman-Modelle auf den gewöhnlichen Holden-HQ-Modellen, besaßen aber einen um 7,6 cm verlängerten Radstand, der dem Raum im Fond zugutekam, und eine modifizierte Karosserie.
Der Statesman sollte mit dem erfolgreichen Ford Fairlane  konkurrieren, einer verlängerten Variante des australischen Ford Falcon.
18.092 Stück der Serie HQ wurden hergestellt.

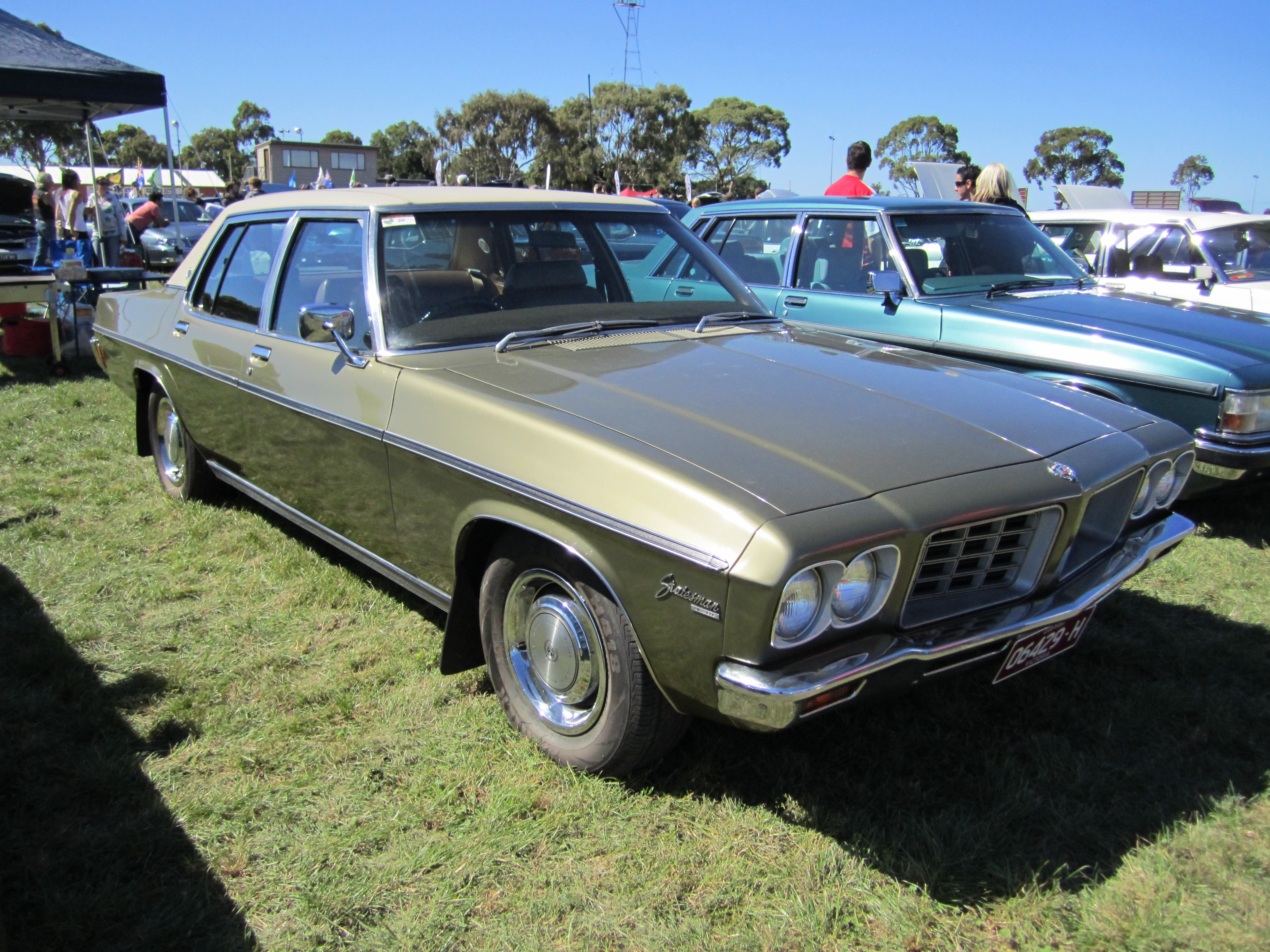
Statesman de Ville HQ (1971–1974)
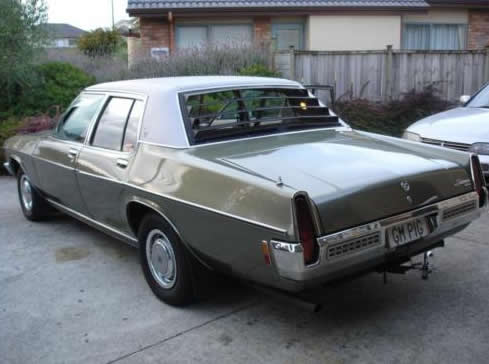
Heckansicht

Im Oktober 1974 erfuhr die Modellreihe eine erste Auffrischung als Statesman HJ. Basismodell war nun der Statesman De Ville, die Luxusausführung nannte sich Statesman Caprice und erhielt einen anders gestalteten Kühlergrill. Der Sechszylinder entfiel.
Der Statesman Caprice trat gegen den 1973 eingeführten neuen Ford LTD an, einen verlängerten australischen Fairlane mit luxuriöser Ausstattung.
Von den Statesman-Modellen der Baureihe HJ entstanden insgesamt 8.383 Exemplare.

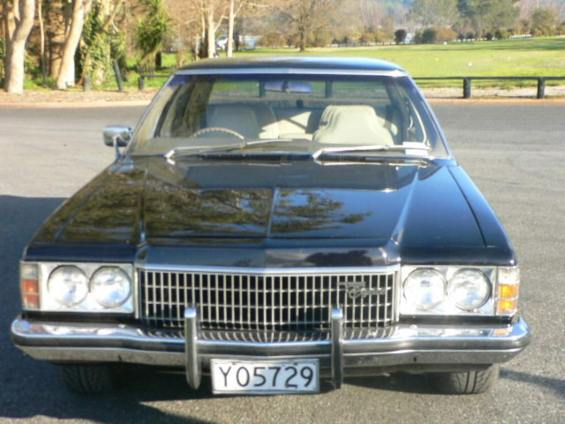
Statesman Caprice HJ (1974–1976)
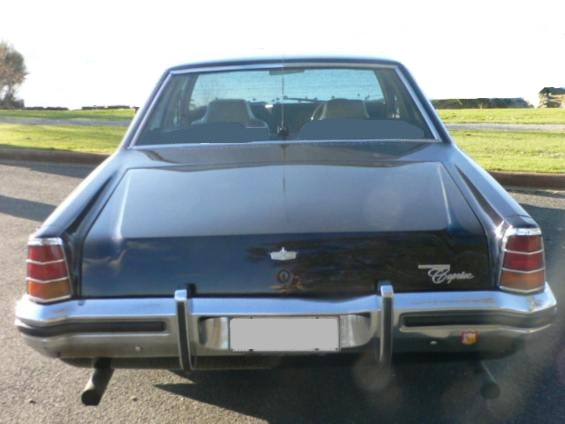
Heckansicht

Im Juli 1976 erhielt der Statesman HX einen geänderten Kühlergrill und einen schwächeren Fünfliter-V8.
Der Statesman HZ erhielt im November 1977 kleinere kosmetische Änderungen und, wie alle Holden-Modelle, ein modifiziertes auf Radialreifen abgestimmtes Fahrwerk.
1979 ergänzte ein Statesman SL/E mit eigenem Kühlergrillgitter als mittleres Modell den Statesman  de Ville und den Caprice.

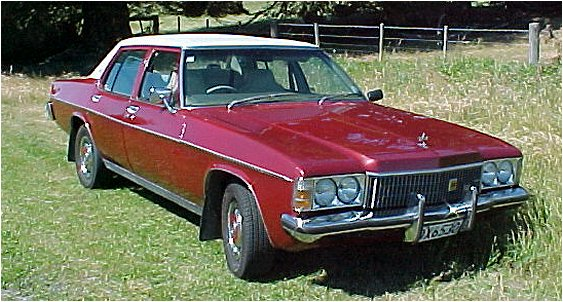
Statesman Caprice HX (1976–1977)
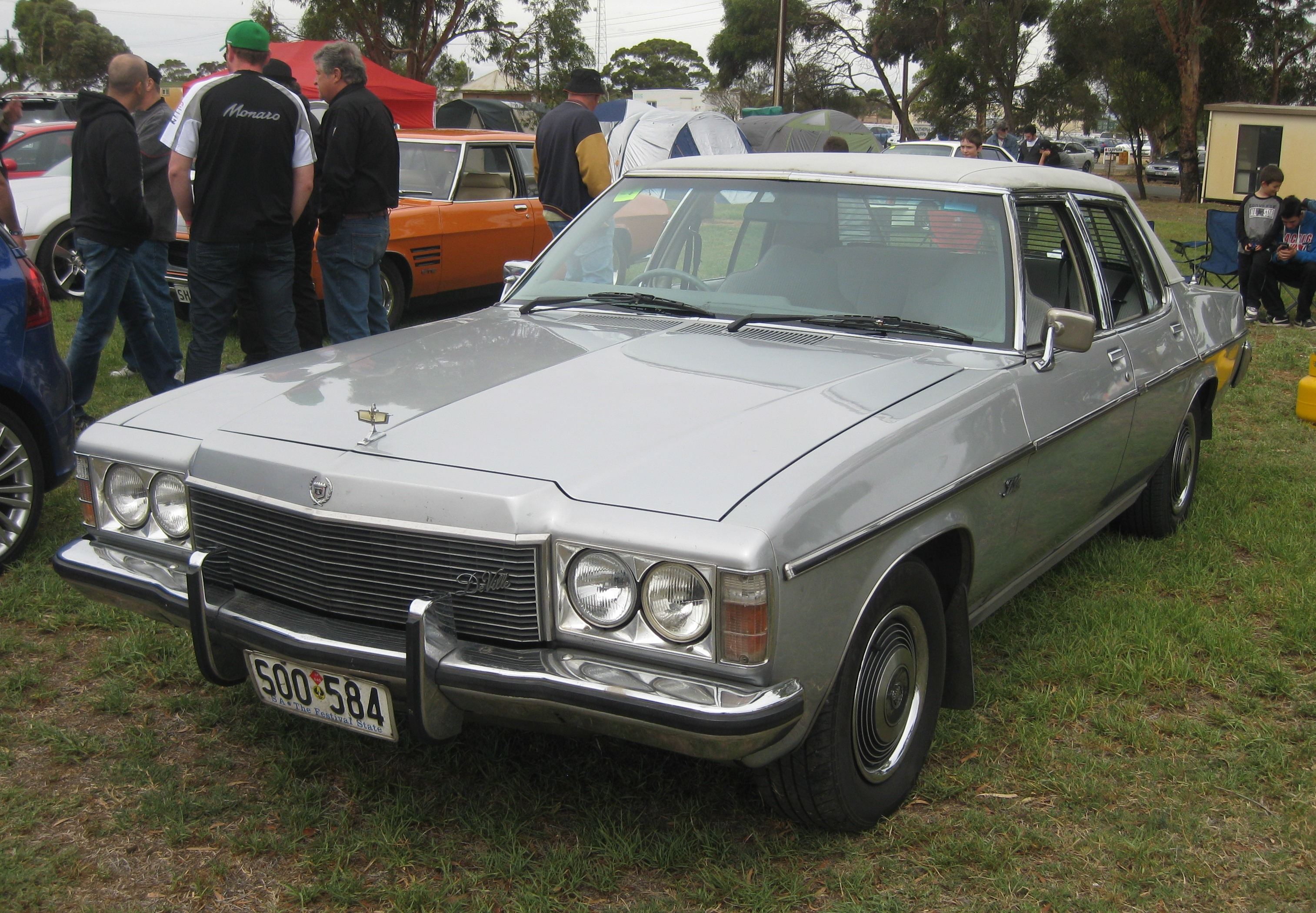
Statesman de Ville HZ (1977–1980)
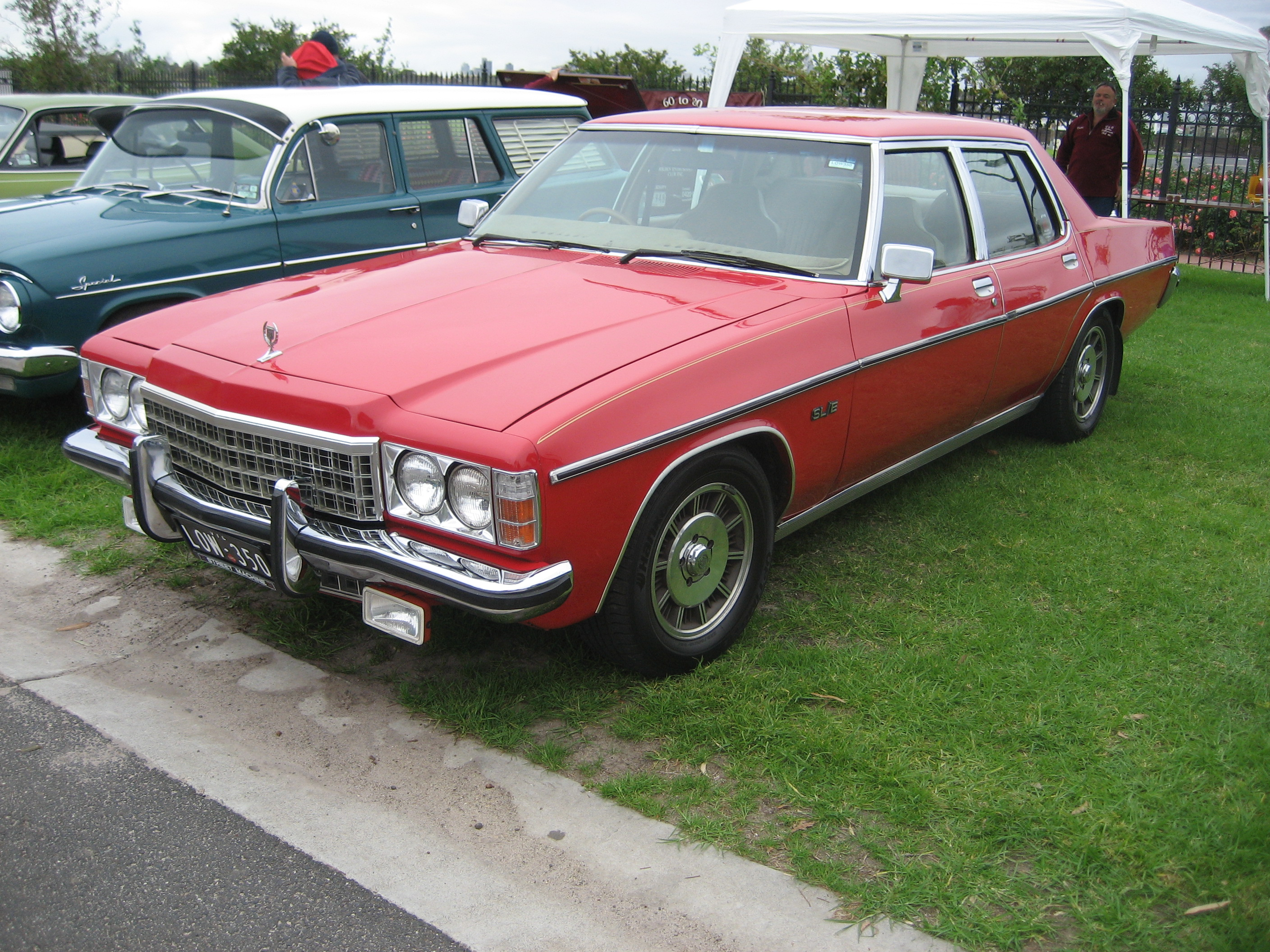
Statesman HZ SL/E (1979–1980)

Im Mai 1980 erfolgte ein großes Facelift, das dem Statesman WB eine neue Karosserie mit drei Seitenfenstern brachte. Von den WB-Modellen wurden insgesamt 60.231 Stück produziert.
Die Holden-Basismodelle wurden zur selben Zeit durch Fahrzeuge ersetzt, die vom deutschen Opel Commodore abgeleitet waren; als einziger „echter“ großer Holden neben dem Utility-Pick-up blieb der Statesman bis Dezember 1984 im Angebot.
Danach hatte GM keine Oberklasselimousinen auf dem australischen Markt, bis die Namen Statesman und Caprice im Jahr 1990, diesmal als Holden-Modelle, neu belebt wurden.

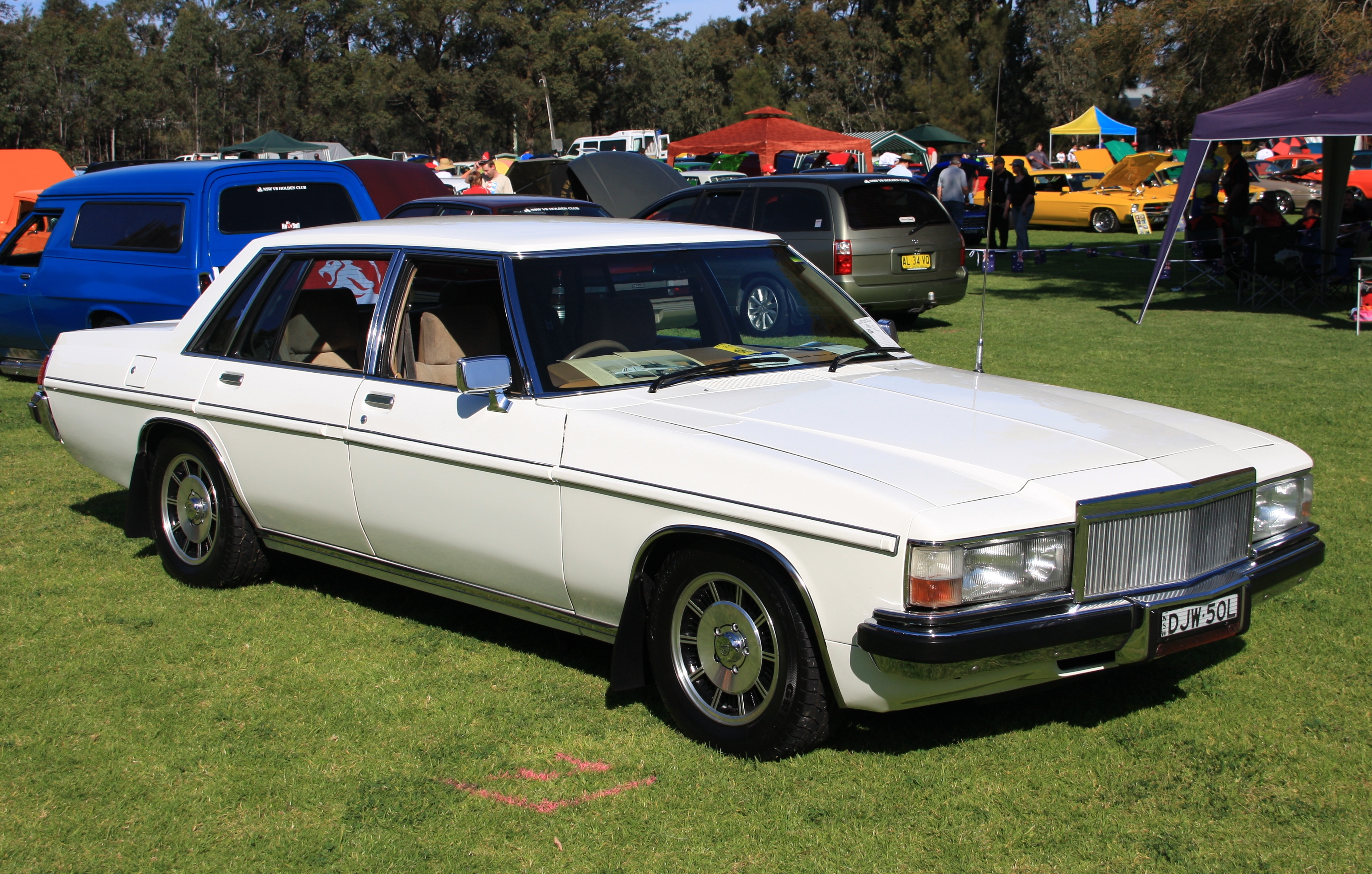
Statesman Caprice WB (1980–1983)
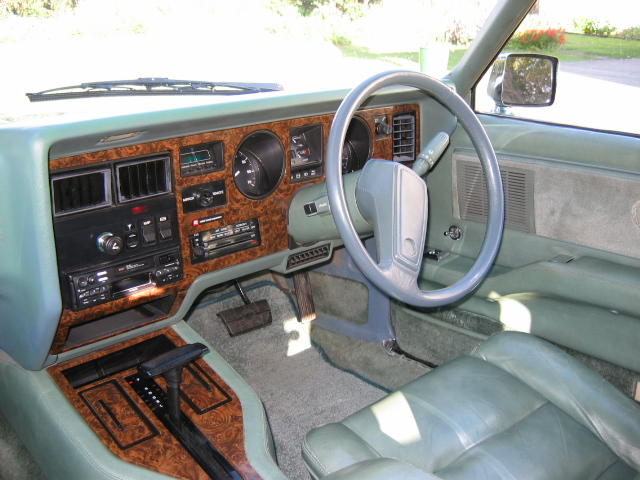
Innenraum
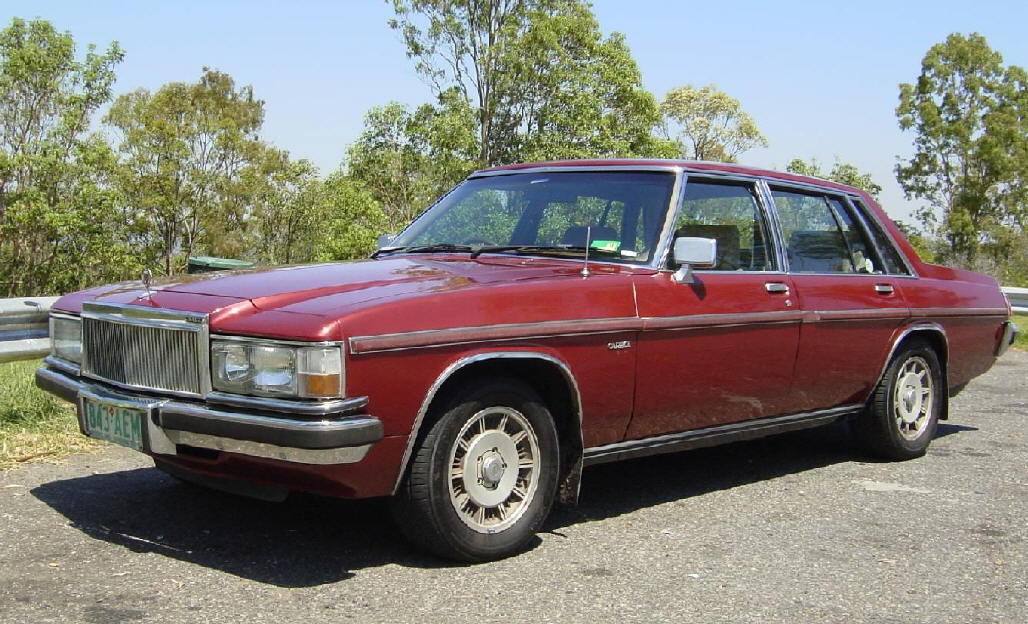
Statesman Caprice WB II (1983–1984)

| Modell       | Bezeichnung              | Fahrzeugart          | Bauzeitraum     |
| ------------ | ------------------------ | -------------------- | --------------- |
| HQ-81469     | Statesman Deville V8     | Limousine, viertürig | 07.1971–10.1974 |
| HQ-81569     | Statesman R6             | Limousine, viertürig | 07.1971–10.1974 |
| HQ-81669     | Statesman V8             | Limousine, viertürig | 07.1971–10.1974 |
| HJ-8WS69     | Statesman Deville        | Limousine, viertürig | 10.1974–07.1976 |
| HJ-8WT69     | Statesman Caprice        | Limousine, viertürig | 10.1974–07.1976 |
| HX-8WS69     | Statesman Deville        | Limousine, viertürig | 07.1976–10.1977 |
| HX-8WT69     | Caprice                  | Limousine, viertürig | 07.1976–10.1977 |
| HZ-8WS69     | Statesman Deville        | Limousine, viertürig | 11.1977–05.1980 |
| HZ-8WT69     | Caprice + Statesman SL/E | Limousine, viertürig | 11.1977–05.1980 |
| WB-8WS19     | Statesman Deville        | Limousine, viertürig | 05.1980–08.1983 |
| WB-8WT19     | Caprice                  | Limousine, viertürig | 05.1980–08.1983 |
| WB-8WS19-XV4 | Statesman Deville II     | Limousine, viertürig | 08.1983–12.1984 |
| WB-8WT19-XV4 | Caprice II               | Limousine, viertürig | 08.1983–12.1984 |

| Statesman                  | 3300                                                                         | 4100                                                                         | 5000                                                                 | 5700                                                           |
| -------------------------- | ---------------------------------------------------------------------------- | ---------------------------------------------------------------------------- | -------------------------------------------------------------------- | -------------------------------------------------------------- |
| Motor:                     | 6-Zylinder-Reihenmotor (Viertakt), vorne längs                               | 8-Zylinder-V-Motor (Viertakt), Gabelwinkel 90°, vorne längs                  | 8-Zylinder-V-Motor (Viertakt), Gabelwinkel 90°, vorne längs          | 8-Zylinder-V-Motor (Viertakt), Gabelwinkel 90°, vorne längs    |
| Bezeichnung:               | GMH 202                                                                      | GMH 253                                                                      | GMH 308                                                              | GMH 350                                                        |
| Hubraum:                   | 3304 cm³                                                                     | 4141 cm³                                                                     | 5042 cm³                                                             | 5733 cm³                                                       |
| Bohrung × Hub:             | 92,1 × 82,6 mm                                                               | 92,1 × 77,77 mm                                                              | 101,6 × 77,77 mm                                                     | 101,6 × 88,39 mm                                               |
| Leistung bei 1/min:        | 101 kW (137 SAE-PS) bei 4400                                                 | 138 kW (188 SAE-PS) bei 4400                                                 | 179 kW (243 SAE-PS) bei 4800                                         | 205 kW (279 SAE-PS) bei 4800                                   |
| Max. Drehmoment bei 1/min: | 263 Nm bei 2000                                                              | 355 Nm bei 2400                                                              | 426 Nm bei 3000                                                      | 488 Nm bei 3200                                                |
| Verdichtung:               | 9,4:1                                                                        | 9:1                                                                          | 9:1                                                                  | 8,5:1                                                          |
| Gemischaufbereitung:       | 1 Fallstromvergaser                                                          | Einspritzung                                                                 | 1 Fallstrom-Doppelvergaser                                           | 1 Fallstrom-Zweifach-Registervergaser                          |
| Ventilsteuerung:           | seitliche Nockenwelle, Antrieb über Zahnräder                                | zentrale Nockenwelle, Antrieb über Kette                                     | zentrale Nockenwelle, Antrieb über Kette                             | zentrale Nockenwelle, Antrieb über Kette                       |
| Kühlung:                   | Wasserkühlung                                                                | Wasserkühlung                                                                | Wasserkühlung                                                        | Wasserkühlung                                                  |
| Getriebe:                  | 3- oder 4-Gang-Getriebe optional Dreigangautomatik Trimatic Hinterradantrieb | 3- oder 4-Gang-Getriebe optional Dreigangautomatik Trimatic Hinterradantrieb | 4-Gang-Getriebe optional Dreigangautomatik Trimatic Hinterradantrieb | Dreigangautomatik Trimatic Hinterradantrieb                    |
| Radaufhängung vorn:        | Dreieckquerlenker, Schraubenfedern                                           | Dreieckquerlenker, Schraubenfedern                                           | Dreieckquerlenker, Schraubenfedern                                   | Dreieckquerlenker, Schraubenfedern                             |
| Radaufhängung hinten:      | Starrachse, untere Längs-, obere Schräglenker, Schraubenfedern               | Starrachse, untere Längs-, obere Schräglenker, Schraubenfedern               | Starrachse, untere Längs-, obere Schräglenker, Schraubenfedern       | Starrachse, untere Längs-, obere Schräglenker, Schraubenfedern |
| Bremsen:                   | Trommelbremsen rundum optional Scheibenbremsen vorne, Trommeln hinten, Servo | Trommelbremsen rundum optional Scheibenbremsen vorne, Trommeln hinten, Servo | Scheibenbremsen vorne, Trommeln hinten, Servo                        | Scheibenbremsen vorne, Trommeln hinten, Servo                  |
| Lenkung:                   | Kugelumlauflenkung, optional Servo                                           | Kugelumlauflenkung, optional Servo                                           | Kugelumlauflenkung, optional Servo                                   | Kugelumlauflenkung, optional Servo                             |
| Karosserie:                | Stahlblech, selbsttragend                                                    | Stahlblech, selbsttragend                                                    | Stahlblech, selbsttragend                                            | Stahlblech, selbsttragend                                      |
| Spurweite vorn/hinten:     | 1530/1530 mm                                                                 | 1530/1530 mm                                                                 | 1530/1530 mm                                                         | 1530/1530 mm                                                   |
| Radstand:                  | 2895 mm                                                                      | 2895 mm                                                                      | 2895 mm                                                              | 2895 mm                                                        |
| Abmessungen:               | 5030 × 1880 × 1370 mm                                                        | 5030 × 1880 × 1370 mm                                                        | 5030 × 1880 × 1370 mm                                                | 5030 × 1880 × 1370 mm                                          |
| Leergewicht:               | ab 1375 kg                                                                   | ab 1415 kg                                                                   | ab 1415 kg                                                           | ab 1500 kg                                                     |
| Höchstgeschwindigkeit:     | ca. 155–165 km/h                                                             | ca. 170–175 km/h                                                             | ca. 170–195 km/h                                                     | ca. 190–200 km/h                                               |
| 0–100 km/h:                | nicht angegeben                                                              | nicht angegeben                                                              | nicht angegeben                                                      | nicht angegeben                                                |
| Verbrauch (l/100 km):      | ca. 11–15                                                                    | ca. 12–17                                                                    | ca. 12–19                                                            | ca. 16–22                                                      |